# Liverovići
Liverovići este un sat din comuna Nikšić, Muntenegru. Conform datelor de la recensământul din 2003, localitatea are 334 de locuitori (la recensământul din 1991 erau 394 de locuitori).

## Demografie
În satul Liverovići locuiesc 272 de persoane adulte, iar vârsta medie a populației este de 38,7 de ani (37,4 la bărbați și 40,0 la femei). În localitate sunt 88 de gospodării, iar numărul mediu de membri în gospodărie este de 3,80.
Populația localității este foarte eterogenă.
|  |

| Demografie | Demografie | Demografie |
| An         | Locuitori  | Locuitori  |
| ---------- | ---------- | ---------- |
|            |            |            |
|            |            |            |
|            |            |            |
|            |            |            |
| 1948       | 508        |            |
| 1953       | 542        |            |
| 1961       | 420        |            |
| 1971       | 391        |            |
| 1981       | 433        |            |
| 1991       | 394        | 382        |
| 2003       | 334        | 334        |

| \| Componența etnică conform recensământului din 2003[2] \| Componența etnică conform recensământului din 2003[2] \| Componența etnică conform recensământului din 2003[2] \| Componența etnică conform recensământului din 2003[2] \| Componența etnică conform recensământului din 2003[2] \| \| ----------------------------------------------------- \| ----------------------------------------------------- \| ----------------------------------------------------- \| ----------------------------------------------------- \| ----------------------------------------------------- \| \| \| \| \| \| \| \| Muntenegreni \| Muntenegreni \| \| 184 \| 55,08% \| \| Sârbi \| Sârbi \| \| 114 \| 34,13% \| \| necunoscută \| necunoscută \| \| 7 \| 2,09% \| |              |  |     |        |
| Componența etnică conform recensământului din 2003 |              |  |     |        |
| |              |  |     |        |
| Muntenegreni | Muntenegreni |  | 184 | 55,08% |
| Sârbi | Sârbi        |  | 114 | 34,13% |
| necunoscută | necunoscută  |  | 7   | 2,09%  |